# 国際連合安全保障理事会決議1540
国際連合安全保障理事会決議1540（こくさいれんごうあんぜんほしょうりじかいけつぎ1540、英: United Nations Security Council Resolution 1540）は、2004年4月28日に国際連合安全保障理事会で採択された大量破壊兵器（WMD）の不拡散に関する決議。略称はUNSCR1540。

## 概要
国連安保理決議1540は、大量破壊兵器（WMD）拡散抑止のための方策を定める決議で、非国家的行為主体（non-State actor）によるテロ行為としてのWMD使用を念頭に置きその抑制に向けた国際協調体制の構築を謳っている。また、核拡散防止条約や生物兵器禁止条約などWMD抑制に向けた国際条約に対する国際社会の支援を明文化し、加盟国に決議履行のための具体的な国内法整備を求める内容となっている。決議は全会一致で採択された。

## 内容
1. 全ての加盟国は核兵器・化学兵器・生物兵器及びその発射手段を開発・獲得・製造・所有・輸送・利用することを企図する非国家的行為主体に対するいかなる形態の支援も差し控えるべきであることを決定する。
2. 全ての加盟国は、それぞれの国内法に従いつつ、核兵器・化学兵器・生物兵器及びその発射手段を開発・獲得・製造・所有・輸送・利用を禁止する効果的な法律を制定すべきであることを決定する。
3. 全ての加盟国に、（1）本決議の採択と全面的履行、（2）国内法及び規制の採用、（3）多国間協力体制への協力、（4）産業界への説明を要請する。